# 3481 Xianglupeak
3481 Xianglupeak è un asteroide della fascia principale. Scoperto nel 1982, presenta un'orbita caratterizzata da un semiasse maggiore pari a 2,2403267 UA e da un'eccentricità di 0,1434680, inclinata di 5,48033° rispetto all'eclittica.
L'asteroide è dedicato al monte Xianglu, la vetta più alta della catena Kuaiji.